# Ana María Arias
Ana María Arias (née le 24 juillet 1946) est une joueuse de tennis chilienne, l'une des rares professionnelles de son pays en activité au début des années 1970. Elle est aussi connue sous son nom de femme mariée, Ana María Arias-Pinto Bravo.

## Palmarès (partiel)

### Titres en double dames
| No | Date       | Nom et lieu du tournoi | Catégorie | Surface      | Partenaire         | Finalistes                    | Score    |  |
| -- | ---------- | ---------------------- | --------- | ------------ | ------------------ | ----------------------------- | -------- |  |
| 1  | 02-07-1970 | Swedish Open Båstad    |           | Terre (ext.) | Peaches Bartkowicz | Kathleen Harter Eva Lundquist | 6-4, 6-4 |  |
| 2  | 09-07-1973 | Swedish Open Båstad    |           | Terre (ext.) | Christina Sandberg | Sue Barker Glynis Coles       | NC       |  |

### Finales en double dames
| No | Date       | Nom et lieu du tournoi                    | Catégorie  | Surface      | Vainqueures                       | Partenaire      | Score    |          |
| -- | ---------- | ----------------------------------------- | ---------- | ------------ | --------------------------------- | --------------- | -------- | -------- |
| 1  | 07-06-1971 | John Player Tournament Nottingham         |            | Gazon (ext.) | Françoise Dürr Julie Heldman      | Raquel Giscafré | 6-0, 6-3 |          |
| 2  | 05-07-1971 | Swedish Open Båstad                       | Grand Prix | Terre (ext.) | Helga Masthoff Heide Schildknecht | Linda Tuero     | 6-2, 6-1 |          |
| 3  | 27-11-1972 | South American Championships Buenos Aires |            | Terre (ext.) | Helga Masthoff Pam Teeguarden     | Virginia Wade   | 7-5, 6-2 | Parcours |
| 4  | 15-07-1974 | Head Cup Austrian Championships Kitzbühel |            | Terre (ext.) | Beatrix Klein Éva Szabó           | Iris Riedel     | 6-1, 6-4 |          |

## Parcours en Grand Chelem (partiel)

### En simple dames
| Année | Championnat d'Australie Open d'Australie | Championnat d'Australie Open d'Australie | Internationaux de France | Internationaux de France | Wimbledon       | Wimbledon       | US National US Open | US National US Open |
| ----- | ---------------------------------------- | ---------------------------------------- | ------------------------ | ------------------------ | --------------- | --------------- | ------------------- | ------------------- |
| 1967  | -                                        | -                                        | -                        | -                        | -               | -               | 2e tour (1/32)      | Pam Teeguarden      |
| 1969  | -                                        | -                                        | 1er tour (1/32)          | Margaret Smith           | 1er tour (1/64) | Astrid Suurbeek | 1er tour (1/32)     | Rosie Casals        |
| 1970  | -                                        | -                                        | 3e tour (1/8)            | Vlasta Kodesova          | 2e tour (1/32)  | Helga Masthoff  | -                   | -                   |
| 1971  | -                                        | -                                        | 1er tour (1/32)          | Alena Palmeova           | 1er tour (1/64) | Mary-Ann Eisel  | -                   | -                   |
| 1972  | -                                        | -                                        | 1er tour (1/64)          | Mona Schallau            | 1er tour (1/64) | Helen Amos      | 1er tour (1/32)     | Barbara Hawcroft    |
| 1974  | -                                        | -                                        | 1er tour (1/32)          | Laurie Tenney            | -               | -               | 1er tour (1/32)     | Kerry Melville      |
| 1975  | -                                        | -                                        | 1er tour (1/32)          | M. Forsgardh             | -               | -               | -                   | -                   |

À droite du résultat, l’ultime adversaire.

### En double dames
| Année | Championnat d'Australie Open d'Australie | Championnat d'Australie Open d'Australie | Internationaux de France     | Internationaux de France  | Wimbledon                   | Wimbledon                   | US National US Open          | US National US Open       |
| ----- | ---------------------------------------- | ---------------------------------------- | ---------------------------- | ------------------------- | --------------------------- | --------------------------- | ---------------------------- | ------------------------- |
| 1967  | -                                        | -                                        | -                            | -                         | -                           | -                           | 2e tour (1/16) P. Teeguarden | M. Guzmán P. Montano      |
| 1969  | -                                        | -                                        | 2e tour (1/16) Ana Cavadini  | Laura Rossouw Pat Walkden | 2e tour (1/16) Ana Cavadini | P. Bartkowicz Julie Heldman | 2e tour (1/8) Mary McAnally  | Emilie Burrer Linda Tuero |
| 1970  | -                                        | -                                        | 3e tour (1/8) J. Lieffrig    | M. Brummer Laura Rossouw  | 2e tour (1/16) F. Bonicelli | M. Eisel Julie Heldman      | -                            | -                         |
| 1971  | -                                        | -                                        | 3e tour (1/8) R. Giscafré    | M. Smith E. Goolagong     | 3e tour (1/8) R. Giscafré   | Lany Kaligis Lita Liem      | -                            | -                         |
| 1972  | -                                        | -                                        | 1er tour (1/16) R. Giscafré  | Kerry Harris K. Melville  | 3e tour (1/8) N. Fuchs      | Rosie Casals Virginia Wade  | 1er tour (1/16) N. Fuchs     | Esme Emanuel C. Martinez  |
| 1973  | -                                        | -                                        | 1er tour (1/16) D. Pattison  | C. Sieler Laura duPont    | -                           | -                           | -                            | -                         |
| 1975  | -                                        | -                                        | 1er tour (1/16) M. Rodríguez | Rosie Darmon N. Fuchs     | -                           | -                           | -                            | -                         |

Sous le résultat, la partenaire ; à droite, l’ultime équipe adverse.

### En double mixte
| Année | Championnat d'Australie Open d'Australie | Championnat d'Australie Open d'Australie | Internationaux de France    | Internationaux de France   | Wimbledon                   | Wimbledon                 | US National US Open         | US National US Open       |
| ----- | ---------------------------------------- | ---------------------------------------- | --------------------------- | -------------------------- | --------------------------- | ------------------------- | --------------------------- | ------------------------- |
| 1967  | -                                        | -                                        | -                           | -                          | -                           | -                         | 1er tour (1/16) S. Pasarell | Mimi Arnold Georges Goven |
| 1969  | -                                        | -                                        | 1er tour (1/32) J. Auget    | Rosie Casals Tony Roche    | 1er tour (1/64) Jaime Pinto | F. McLennan Roger Taylor  | 1er tour (1/32) Jaime Pinto | Joyce Barclay Robert Howe |
| 1970  | n/a                                      | n/a                                      | 2e tour (1/16) Jaime Pinto  | K. Sawamatsu Koji Watanabe | 4e tour (1/8) Jaime Pinto   | Helen Gourlay Hank Irvine | -                           | -                         |
| 1971  | n/a                                      | n/a                                      | 1er tour (1/32) Jaime Pinto | Pam Austin C. Boutard      | 3e tour (1/16) Jaime Pinto  | F. Bonicelli Thomaz Koch  | -                           | -                         |
| 1972  | n/a                                      | n/a                                      | 1er tour (1/16) Jaime Pinto | Virginia Wade Bob Hewitt   | 1er tour (1/64) Jaime Pinto | D. Pattison A. Pattison   | -                           | -                         |
| 1973  | n/a                                      | n/a                                      | -                           | -                          | 1er tour (1/64) Jaime Pinto | L. Beaven V. Amritraj     | -                           | -                         |
| 1974  | n/a                                      | n/a                                      | -                           | -                          | 3e tour (1/16) Jaime Pinto  | K. Krantzcke Colin Dibley | -                           | -                         |
| 1975  | n/a                                      | n/a                                      | 2e tour (1/8) Belus Prajoux | Mima Jaušovec Nikola Pilić | -                           | -                         | -                           | -                         |

Sous le résultat, le partenaire ; à droite, l’ultime équipe adverse.

## Parcours en Coupe de la Fédération
| #                                                          | Date       | Lieu   | Surface      | Gagnante(s)                     | Perdante(s)                        | Score         |          |
|                                                            |            |        |              |                                 |                                    |               |          |
| 1974 - 1er tour (groupe mondial) - Norvège - Chili - 2 : 1 |            |        |              |                                 |                                    |               |          |
| 1                                                          | 13/05/1974 | Naples | Terre (ext.) | Ellen Grindvold                 | Ana María Arias                    | 6-3, 2-6, 6-1 | Parcours |
| 1                                                          | 13/05/1974 | Naples | Terre (ext.) | Ellen Grindvold Kirsten Robsahm | Michelle Rodríguez Ana María Arias | 6-4, 6-3      | Parcours |